# Esteban de Zudaire
Esteban de Zudaire (1548- 1570) fue un hermano jesuita y es un beato de la Iglesia católica.

## Biografía
Esteban nació en 1548 en Zudaire, un pueblo del municipio de la Améscoa Baja en Navarra (España). De oficio era sastre. Con 19 años ingresó en la Compañía de Jesús como hermano coadjuntor en el Noviciado de Villarejo de Fuentes. Realizada su formación en los colegios de Cuenca y Alcalá de Henares pasó finalmente al colegio de Plasencia donde fue finalmente destinado a Brasil en una misión evangelizadora comandada por el jesuita portugués Ignacio Azevedo.
Sin embargo el barco Santiago que transportaba a los misioneros jesuitas hacia Brasil fue interceptado el 15 de julio de 1570 por las naves del pirata hugonote Jacques de Sores a la altura de Tazacorte (Isla de La Palma). Los piratas abordaron el Santiago y asesinaron a los 40 misioneros jesuitas, principalmente portugueses y españoles, que iban en el barco, incluyendo entre ellos a Ignacio Azevedo, al propio Esteban de Zudaire y a su paisano navarro Juan de Mayorga. Esteban de Zudaire fue herido de gravedad en el pecho y junto al cuello (casi decapitado), tras lo cual fue arrojado, aún vivo, al mar, donde murió. Los 40 misioneros jesuitas asesinados en Canarias son conocidos desde entonces como los Mártires del Brasil o Mártires de Tazacorte. Fueron beatificados en 1854 por la Iglesia católica.
La Iglesia Católica celebra la festividad del Beato Esteban de Zudaire el 30 de agosto.
- Datos: Q8843207